# Emese Szász
Emese Szász (Budapest, 7 settembre 1982) è una schermitrice ungherese, specialista della spada, vincitrice di una medaglia d'argento ed una di bronzo ai Campionati mondiali di scherma, e campionessa olimpica di spada ai Giochi olimpici di Rio de Janeiro nel 2016.

## Palmarès
In carriera ha conseguito i seguenti risultati:
- Giochi olimpici

Rio de Janeiro 2016: oro nella spada individuale.
- Mondiali

Lipsia 2005: argento nella spada a squadre.
Torino 2006: bronzo nella spada individuale.
Parigi 2010: argento nella spada individuale.
Budapest 2013: bronzo nella spada individuale.
- Europei

Copenaghen 2004: argento nella spada a squadre.
Smirne 2006: argento nella spada a squadre.
Zagabria 2013: bronzo nella spada individuale e a squadre.
Toruń 2016: bronzo nella spada individuale.
Tbilisi 2017: bronzo nella spada individuale.